# How to Dismantle an Atomic Bomb
How to Dismantle an Atomic Bomb är namnet på U2:s elfte studioalbum, utgivet 24 november 2004. 
När uppföljaren till All That You Can't Leave Behind påbörjades valde U2 att pröva en ny producent för albumet. Valet föll på veteranen Chris Thomas, som tidigare arbetat med bland andra The Beatles, INXS och Elton John. Planerna var från början att ge ut albumet till julen 2003, men arbetet drog ut på tiden. Det som var inspelat ansågs inte tillräckligt bra och i februari 2004 kallades Steve Lillywhite in, som tidigare producerat bandets första tre album.
Larry Mullen Jr sade i en intervju: Vi gör hela tiden misstag. Vi lär oss långsamt, men vi lär oss. Det enda sätt som vi kunde närma oss den här skivan på var genom att gå den vägen. Några misstag har visat sig bli vår räddning.
En annan faktor som försenade inspelningen var Bonos humanitära engagemang. De övriga i bandet fortsatte dock jobba på egen hand. Även Flood, Daniel Lanois, Brian Eno, Nellee Hooper och Jacknife Lee var mer eller mindre involverade i produktionen. Bono har beskrivit albumet som: Vårt första rock and roll- och gitarralbum. Det är dock inget konceptalbum i traditionell mening. Varje låt har sitt eget sound men albumet berör ämnen som kärlek, krig, fred och att möta döden.
How to Dismantle an Atomic Bomb fick överlag mycket bra kritik och gick direkt in på förstaplatsen i 34 länder, bland annat i Sverige, USA och Storbritannien. Den har sålts i över 10 miljoner exemplar.
Under Grammy Awards 2005 och 2006 belönades U2 med sammanlagt åtta priser (samtliga klasser de var nominerade i), bland annat årets album och bästa rockalbum 2006.

## Låtlista
All musik skriven av U2, texter av Bono förutom "Vertigo", "Love and Peace or Else" och "Yahweh" (Bono och The Edge)
1. "Vertigo" - 3:13
2. "Miracle Drug" - 3:54
3. "Sometimes You Can't Make It On Your Own" - 5:05
4. "Love and Peace or Else" - 4:48
5. "City of Blinding Lights" - 5:46
6. "All Because of You" - 3:34
7. "A Man and a Woman" - 4:27
8. "Crumbs From Your Table" - 4:59
9. "One Step Closer" - 3:47
10. "Original of the Species" - 4:34
11. "Yahweh" - 4:22
12. "Fast Cars" - 3:44 (endast i Storbritannien och Japan)

1. 1 2  läs online, www.grammy.com , läst: 12 mars 2021.[källa från Wikidata]